# Vilmoș Szabo
Vilmoş Szabo (Brașov, 30 dicembre 1964) è un ex schermidore rumeno, specialista della sciabola, vincitore di una medaglia di bronzo nella scherma ai Giochi olimpici e di 2 Coppe del Mondo.